# ESL Pro League
Die ESL Pro League (EPL; früher ESL ESEA Pro League, EEPL) ist die höchste professionelle Spielklasse der Electronic Sports League in der Disziplin Counter-Strike: Global Offensive auf internationaler Ebene.

## Format
Die ESL Pro League ist in die vier Regionen Europa, Amerika, Asien und Ozeanien mit jeweils sechzehn (Europa und Amerika) und acht (Asien und Ozeanien) Teams unterteilt. Der Ablauf ist in zwei Runden sowie die Finals aufgeteilt. Aufgrund der sich unterscheidenden Team-Anzahl der Ligen gibt es verschiedene Abläufe für die Regionen und lauten wie folgt:

### Runde 1

#### Europa
- vier Gruppen im Round-Robin-Format,
- jede Gruppe besteht aus vier Teams,
- alle Spiele werden als Best-of-Three ausgetragen,
- die Gruppen werden basierend auf dem ESL CS:GO World Ranking eingeteilt,
- die Gruppengewinner qualifizieren sich direkt für die Finals,
- der Gruppenzweite- und Dritte kommen in die zweite Runde,
- der Gruppenletzte muss in der Relegation um den Klassenerhalt spielen

#### Amerika
- vier Gruppen im Round-Robin-Format,
- drei Gruppen für Nordamerika und eine für Lateinamerika,
- jede Gruppe besteht aus vier Teams,
- alle Spiele werden als Best-of-Three ausgetragen,
- die Gruppen werden basierend auf dem ESL CS:GO World Ranking eingeteilt,
- die Gruppengewinner qualifizieren sich direkt für die Finals,
- der Gruppenzweite- und Dritte kommen in die zweite Runde,
- der Gruppenletzte muss in der Relegation um den Klassenerhalt spielen

#### Asien
- zwei Gruppen im Round-Robin-Format,
- eine Gruppe für China und eine für Südostasien
- jede Gruppe besteht aus vier Teams,
- alle Spiele werden als Best-of-Three ausgetragen,
- die Gruppen werden basierend auf dem ESL CS:GO World Ranking eingeteilt,
- der Gruppenerste- und Zweite kommen in die zweite Runde

#### Ozeanien
- zwei Gruppen im Round-Robin-Format,
- jede Gruppe besteht aus vier Teams,
- alle Spiele werden als Best-of-Three ausgetragen,
- die Gruppen werden basierend auf dem ESL CS:GO World Ranking eingeteilt,
- der Gruppenerste- und Zweite kommen in die zweite Runde

### Runde 2
Auch in der zweiten Phase gibt es verschiedene Abläufe für die Regionen:

#### Europa
- zwei Gruppen im Round-Robin-Format,
- jede Gruppe besteht aus vier Teams,
- alle Spiele werden als Best-of-Three ausgetragen,
- die Gruppenersten- und Zweiten qualifizieren sich für die Finals

#### Amerika
- zwei Gruppen im Round-Robin-Format,
- jede Gruppe besteht aus vier Teams,
- alle Spiele werden als Best-of-Three ausgetragen,
- die Gruppengewinner qualifizieren sich für die Finals

#### Asien und Ozeanien
- eine Gruppe im Round-Robin-Format,
- jede Gruppe besteht aus vier Teams,
- alle Spiele werden als Best-of-Three ausgetragen,
- die Gruppengewinner qualifizieren sich für die Finals

Es kommen also acht Teams aus Europa, sechs Teams aus Amerika, und jeweils ein Team aus Asien und Ozeanien in die Finals.

### Finals und K.-o.-Phase
Die sechzehn besten Teams der vier Regionen treten in zwei Gruppen mit jeweils acht Teams im Doppel-K.-o.-System gegeneinander an. Die Gruppengewinner kommen direkt in das Halbfinale, während die zweit- und drittplatzierten Teams in das Viertelfinale kommen. In der K.-o.-Phase treten nun die sechs verbleibenden Teams gegeneinander an, bis im Finale schließlich ein Sieger gekürt wird.

## Geschichte
Anfang November 2014 gab die Electronic Sports League die Gründung der ESL Pro League als höchste europäische Spielklasse der ESL bekannt. Die erste Saison startete am 10. Dezember 2014 und wurde mit den LAN-Finals im Kölner ESL-Studio mit dem Sieger Natus Vincere beendet. Am 28. April 2015 gab die ESL die Austragung zweier weiterer Saisons in Zusammenarbeit mit der US-amerikanischen ESEA League bekannt. Die Veranstalter konnten mit einem Preispool von einer halben Million US-Dollar pro Saison die besten Teams aus Europa und Nordamerika zur Teilnahme an der neuen ESL ESEA Pro League überzeugen. Teil der nordamerikanischen Liga wurde zudem das brasilianische Team Keyd Stars, deren Spieler zuvor von ihrem Heimatland nach Nordamerika zogen. In den Offline-Finals der ersten Saison, welche vom 2. Juli bis zum 5. Juli 2015 in den Kölner ESL-Studios ausgetragen wurden, konnte sich das schwedische Lineup von fnatic den Sieg sichern. Vor Beginn der zweiten Saison, welche von September bis Dezember 2015 ausgespielt wurde, fand Mitte September 2015 das ESL ESEA Pro League Invitational in Dubai statt. In der zweiten Saison selbst konnte fnatic in den von europäischen Teams dominierten Offline-Finals seinen Titel verteidigen. Nachdem die E-Sports Entertainment Association von der Electronic Sports League gekauft wurde, nannten die Verantwortlichen die Liga wiederum in ESL Pro League um. Im Jahr 2016 sollen 1,5 Millionen US-Dollar in der EPL ausgeschüttet werden. Den Sieg in der dritten Saison sicherte sich mit Luminosity Gaming erstmals ein amerikanisches Team. Für die vierte Saison wurde die Teilnehmerzahl beider kontinentaler Ligen auf 14 aufgestockt. Gewinner der vierten Austragung, dessen Offline-Finals in São Paulo ausgetragen wurden, war das US-amerikanische Team Cloud 9. Mit dem Ende der fünften Saison konnte sich Anfang Juni 2017 mit G2 Esports erstmals ein französisches Quintett den Meistertitel sichern.
Die sechste Saison startete am 22. August 2017, das Preisgeld betrug dabei 1 Million US-Dollar, wobei das Offline-Finale in Odense stattgefunden hat. SK Gaming setzte sich im Finale gegen FaZe Clan durch und konnte damit erstmals die EPL gewinnen. In der siebten Saison der EPL gab es mehrere Änderungen in der Ligastruktur, da zwei nordamerikanische Teams kurzfristig ihre Teilnahme absagten. Für das Offline-Finale wurde daher auch ein Qualifikationsturnier für den Asien-Pazifik-Raum sowie eine südamerikanische Liga ausgespielt. Das dänische Team Astralis dominierte dabei in allen Belangen, musste erst im Finale den ersten Mappunkt abgeben und gewann schließlich gegen Team Liquid mit 3:1.

## Teilnehmer
In der folgenden Tabelle sind die Teilnehmer der neunten Saison aufgelistet.
| Europa            | Amerika          | Asien              | Ozeanien            |
| ----------------- | ---------------- | ------------------ | ------------------- |
| Astralis          | MIBR             | B.O.O.T-dreamScape | ORDER               |
| Natus Vincere     | Ghost Gaming     | Lucid Dream        | Chiefs Esports Club |
| BIG               | Team Liquid      | ALPHA Red          | Grayhound Gaming    |
| North             | NRG Esports      | Entity Gaming      | Breakaway Esports   |
| HellRaisers       | Renegades        | TYLOO              | Avant Gaming        |
| mousesports       | INTZ eSport      | Vici Gaming        | Paradox Gaming      |
| G2 Esports        | eUnited          | MVP PK             | Ground Zero Gaming  |
| Windigo Gaming    | Cloud9           | 5Power             | Athletico Esports   |
| ex-Space Soldiers | Complexity       |                    |                     |
| Heroic            | Luminosity       |                    |                     |
| FaZe Clan         | Team Envy        |                    |                     |
| Ninjas in Pyjamas | Lazarus          |                    |                     |
| Fnatic            | Isurus Gaming    |                    |                     |
| OpTic Gaming      | Infinity Esports |                    |                     |
| Aristocracy       | Denial Esports   |                    |                     |
| ex-3DMAX          | DETONA Gaming    |                    |                     |